# Luis Alfonso Sosa
Luis Alfonso Sosa (* 5. Oktober 1967 in Guadalajara, Jalisco) ist ein ehemaliger mexikanischer Fußballspieler, der vorwiegend im Mittelfeld agierte und nach seiner aktiven Laufbahn eine Tätigkeit als  Trainer begann.

## Leben

### Vereinsspieler
Sosa begann seine Profikarriere in der Saison 1985/86 beim Club Universidad Guadalajara, mit dem er 1989/90 Vizemeister der mexikanischen Primera División wurde und in der darauffolgenden Saison den mexikanischen Pokalwettbewerb gewann.
1993 wechselte er zum Puebla FC, bei dem er ebenso zwei Spielzeiten verbrachte wie bei seiner nächsten Station Club León. Anschließend stand er für jeweils eine Saison beim CF Monterrey und beim Hauptstadtverein Cruz Azul unter Vertrag, bevor er 1999 zum CF Pachuca wechselte, mit dem er in den nächsten vier Jahren zweimal die mexikanische Fußballmeisterschaft gewann.
Sosa beendete er seine aktive Laufbahn in Diensten der Gallos Blancos de Querétaro, mit denen er am Ende der Saison 2003/04 in die zweitklassige Primera División 'A' abstieg.

### Nationalspieler
Sein Debüt für die mexikanische Nationalmannschaft feierte er in einem am 29. März 1988 ausgetragenen Testspiel gegen El Salvador (8:0), in dem ihm ebenso wie bei seinem zweiten Länderspieleinsatz am 26. April 1988 gegen Honduras (4:1) ein Treffer gelang. Bis 1991 kam Sosa zu insgesamt elf Länderspieleinsätzen, bevor er im Januar 2002 für die Spiele um den CONCACAF Gold Cup 2002 noch einmal reaktiviert wurde und weitere drei Länderspieleinsätze absolvierte.

### Trainer
Im Anschluss an seine Spielerlaufbahn begann Sosa eine Trainertätigkeit und wurde Ende 2011 bei seinem Exverein Club Leones Negros de la Universidad de Guadalajara erstmals mit der Rolle des Cheftrainers betraut. Zwei Jahre später gelang ihm mit den Leones Negros der Gewinn der Zweitligameisterschaft der Apertura 2013 sowie am Ende der Saison 2013/14 der Erstliga-Aufstieg im Finale gegen den Stadtrivalen Estudiantes Tecos. Zwei Jahre später gelang ihm auch mit dem Club Necaxa der Gewinn der Zweitliga-Meisterschaft am Ende der Saison 2015/16 und die Rückkehr des mehrfachen mexikanischen Meisters ins Fußball-Oberhaus.

## Erfolge

### Als Spieler
- Mexikanischer Meister: Invierno 1999, Invierno 2001 (mit Pachuca)
- Mexikanischer Pokalsieger: 1990/91 (mit Universidad de Guadalajara)

### Als Trainer
- Mexikanischer Zweitligameister: Apertura 2013 (mit Leones Negros), Clausura 2016 (mit Necaxa)